# Arseni Sergejewitsch Bondarew
Arseni Sergejewitsch Bondarew (russisch Арсений Сергеевич Бондарев; * 9. April 1985 in Tomitschi, Russische SFSR) ist ein russischer Eishockeyspieler, der seit 2011 bei Molot-Prikamje Perm in der Wysschaja Hockey-Liga unter Vertrag steht.

## Karriere
Arseni Bondarew begann seine Karriere als Eishockeyspieler in der Nachwuchsabteilung von Lokomotive Jaroslawl, für dessen zweite Mannschaft er von 2001 bis 2004 in der Perwaja Liga, der dritten russischen Spielklasse, aktiv war. Anschließend wechselte der Flügelspieler zu Amur Chabarowsk, für das er zwei Jahre lang in der zweitklassigen Wysschaja Liga auflief und mit dem er in der Saison 2005/06 den Aufstieg in die Superliga erreichte. Während seiner Zeit in Chabarowsk kam er zudem gelegentlich für dessen zweite Mannschaft in der Perwaja Liga zum Einsatz. 
Von 2006 bis 2008 spielte Bondarew je eine Spielzeit lang für Krylja Sowetow Moskau und den HK MWD Balaschicha in der Superliga, konnte sich jedoch nicht endgültig durchsetzen, woraufhin er in die Wysschaja Liga ging, wo er ebenfalls je ein Jahr lang unter Vertrag stand. Für die Saison 2010/11 wurde der Russe zunächst vom neu gegründeten HK Budiwelnik Kiew aus der Kontinentalen Hockey-Liga verpflichtet. Nachdem dieser aufgrund von Verzögerungen bei der Stadionrenovierung den Spielbetrieb in der KHL nicht aufnehmen konnte, schloss er sich für die Saison 2010/11 dem HK Homel aus der belarussischen Extraliga an.
Für die Saison 2011/12 wurde Bondarew von Molot-Prikamje Perm aus der neuen zweiten russischen Spielklasse, der Wysschaja Hockey-Liga, verpflichtet.

## Erfolge und Auszeichnungen
- 2006 Aufstieg in die Superliga mit Amur Chabarowsk